# Cephalcia intermedia
Cephalcia intermedia is een vliesvleugelig insect uit de familie van de spinselbladwespen (Pamphiliidae). De wetenschappelijke naam van de soort is voor het eerst geldig gepubliceerd in 1948 door Hellen.